# Peter II. (Bulgarien)

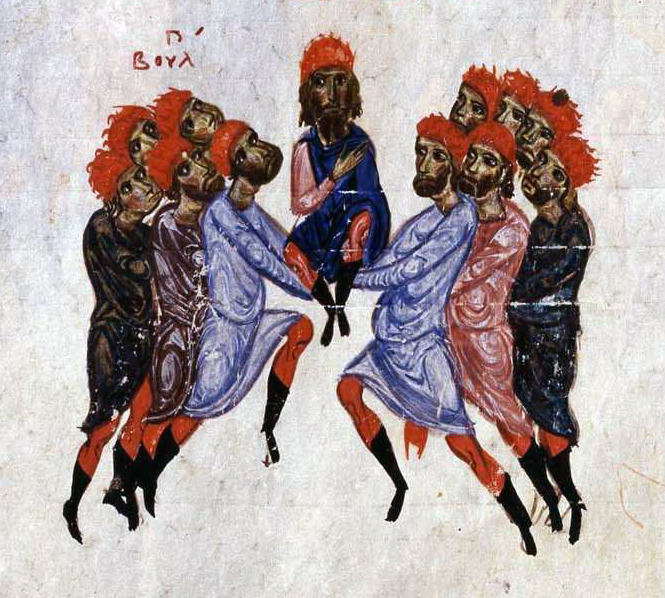
Peter Deljan wird zum Zar der Bulgaren proklamiert. Miniatur aus der Madrider Bilderhandschrift des Skylitzes

Peter II. Deljan (bulgarisch Петър Делян, mittelgriechisch Πέτρος Δολιάνος oder Δελεάνος; † 1041 in Konstantinopel) war ein bulgarischer Thronprätendent und selbsternannter Zar in Rebellion gegen den byzantinischen Kaiser Michael IV.

## Leben
Peter Deljan gab sich als Sohn des 1015 ermordeten bulgarischen Zaren Gawril Radomir und Enkel Samuils aus. Nach der Unterwerfung des Bulgarischen Reiches im Februar 1018 durch den byzantinischen Kaiser Basileios II. gelangte er als Gefangener nach Konstantinopel. Später floh er nach Ungarn und kehrte von dort ins Thema Bulgarien zurück.
Im Jahr 1040 erhoben sich die Bulgaren gegen die byzantinische Herrschaft und krönten Peter Deljan in Belgrad zum Zaren. Auslöser des Aufstandes war die Ablösung der bulgarischen Geistlichen unter Leitung des Erzbistums Ohrid durch griechische Geistliche und die Einführung von Geldsteuern statt der Naturalabgaben, wie sie zu Samuils Zeiten üblich gewesen waren. Deljan brachte Raszien und Dendra unter seine Kontrolle und nahm auch die byzantinischen Festungen Niš und Skopje ein.
Gleichzeitig rebellierte Tihomir im Thema Dyrrhachion. Weil Deljan eine Spaltung und Schwächung des bulgarischen Lagers befürchtete, lud er Tihomir nach Skopje zu einem Treffen, vorgeblich um ihm eine Allianz anzubieten. Die beiden Thronrivalen lieferten sich vor ihren versammelten Truppen ein Rededuell, das Deljan, der seine Legitimität als Angehöriger des Hauses Komitopuli ins Feld führte, für sich entschied. Die bulgarischen Truppen erkannten ihn daraufhin als alleinigen Herrscher an. Tihomir wurde abgesetzt und umgebracht. In der Folge konnte Deljan seine Herrschaft auch auf Thessalien und das Thema Nikopolis ausweiten.
Im September 1040 schloss sich der aus dem byzantinischen Machtbereich geflohene Alusian, ein Sohn des letzten Zaren Iwan Wladislaw, der bulgarischen Rebellion an. Deljan akzeptierte seinen Vetter als Mitregenten und gab ihm das Kommando über ein Heer, das bei der Belagerung von Thessaloniki eine katastrophale Niederlage erlitt. Nach weiteren militärischen Misserfolgen wurde Deljan im September 1041 von Alusian gestürzt und geblendet. Als Alusian kurz darauf zu Kaiser Michael IV. überlief, setzte Deljan trotz seiner Verstümmelung den Widerstand fort. Er wurde aber in der Schlacht bei Ostrowo vom kaiserlichen Heer unter Beteiligung der von Harald Hardråde befehligten Warägergarde geschlagen, nach Konstantinopel gebracht, im Hippodrom vorgeführt und vermutlich kurz darauf hingerichtet.